# Manifestations contre la réforme du système judiciaire en Pologne de 2017
Manifestations pour la défense des Tribunaux - vague de manifestations populaires qui a commencé en 2017 après la modification par la 8e législature de la Diète de Pologne de plusieurs lois : sur le Conseil supérieur de la magistrature (CSM), sur le fonctionnement de l'ordre judiciaire, et sur la Cour Suprême (CS).

## Déroulement
Le 12 juillet 2017, le Parlement a approuvé une modification de la loi concernant le Conseil supérieur de la magistrature et l'ordre judiciaire, préparée par le Ministre de la Justice du parti Droit et Justice au pouvoir. Les deux lois visaient à changer le système judiciaire polonais.

## Modification de la loi sur le Conseil supérieur de la magistrature
La loi votée par le Parlement supposait l'expiration de tous les mandats des membres du Conseil supérieur de la magistrature, la modification de la manière d'élire les membres juges du CSM, ainsi que le changement de la façon de choisir parmi les candidats au poste de juge par ledit CSM. Théoriquement, les membres du CSM devaient être élus par le parlement, et non plus par les juges eux-mêmes. La loi prévoyait de plus que les mandats des membres actuels du Conseil (15 juges, quatre parlementaires et deux sénateurs) allait expirer de manière anticipée, 30 jours après l'entrée en vigueur de la loi, dans le but d'instaurer une cadence commune pour tous les membres, à la place des cadence individuelles alors en place.

## Changement du droit sur l'organisation de l'ordre judiciaire
La modification de la loi prévoyait entre autres :
- une extension des compétences du Ministre de la Justice dans la nomination et le renvoi des présidents et vice-présidents des tribunaux, qui auparavant étaient élus par les juges eux-mêmes ;
- la mise en place d'une affectation aléatoire des affaires aux juges ;
- la mise en place de l'immuabilité de la composition de la formation de jugement. Une fois élue, la formation de jugement ne peut plus être modifiée jusqu'à la fin de l'affaire.

## Révision de la loi sur la Cour Suprême
Le 20 juillet 2017 le Parlement a ratifié une loi sur la Cour Suprême, qui prévoyait notamment la possibilité de mettre prématurément les juges de la CS à la retraite. Cette loi prévoit entre autres de créer trois nouvelles chambres de la Cour Suprême, de modifier les modalités d'élection pour y entrer et de rendre possible la mise à la retraite anticipée des juges.

## Manifestation au sein du pays
Après la diffusion par les médias d'informations au sujet des travaux sur les changements dans la loi, de nombreuses manifestations éclatèrent contre ces révisions. Des représentants de l'association civique « Comité de défense de la démocratie », des partis Plate-forme civique, .Moderne et Razem, ainsi que de nombreuses personnes liées à aucun parti ni organisation .
Des manifestations ont eu lieu le 20 juillet 2017, dans quelques dizaines de villes polonaises.
Les partis d'opposition ont rassemblé une 50aine de milliers de manifestants (selon les organisateurs) devant le Palais présidentiel. Des acteurs ont pris la voix : Joanna Szczepkowska a lu le préambule de la constitution, Łukasz Simlat un fragment de la loi fondamentale sur l'indépendance du pouvoir judiciaire. Wojciech Pszoniak déclama quant à lui le poème « Który skrzywdziłeś » (« Toi qui a meurtris ») de Czesław Miłosz, poème qui s'élève contre la tyrannie. D'autres personnalités telles que l'ancien président de la Cour Suprême Adam Strzembosz ainsi que le ombudsman (sorte de Défenseur des droits polonais) Adam Bodnar. Le soir, les manifestants ont été rejoints par le cortège « Une chaîne de lumière » organisé par Action Démocratie et ont bloqué le Parlement. Au même moment, la commission sénatoriale poursuivait ses travaux et a approuvé, malgré l'opinion défavorable du Bureau Législatif du Sénat, vers 1h30 du matin, la loi sur la Cour Suprême sans modifications .

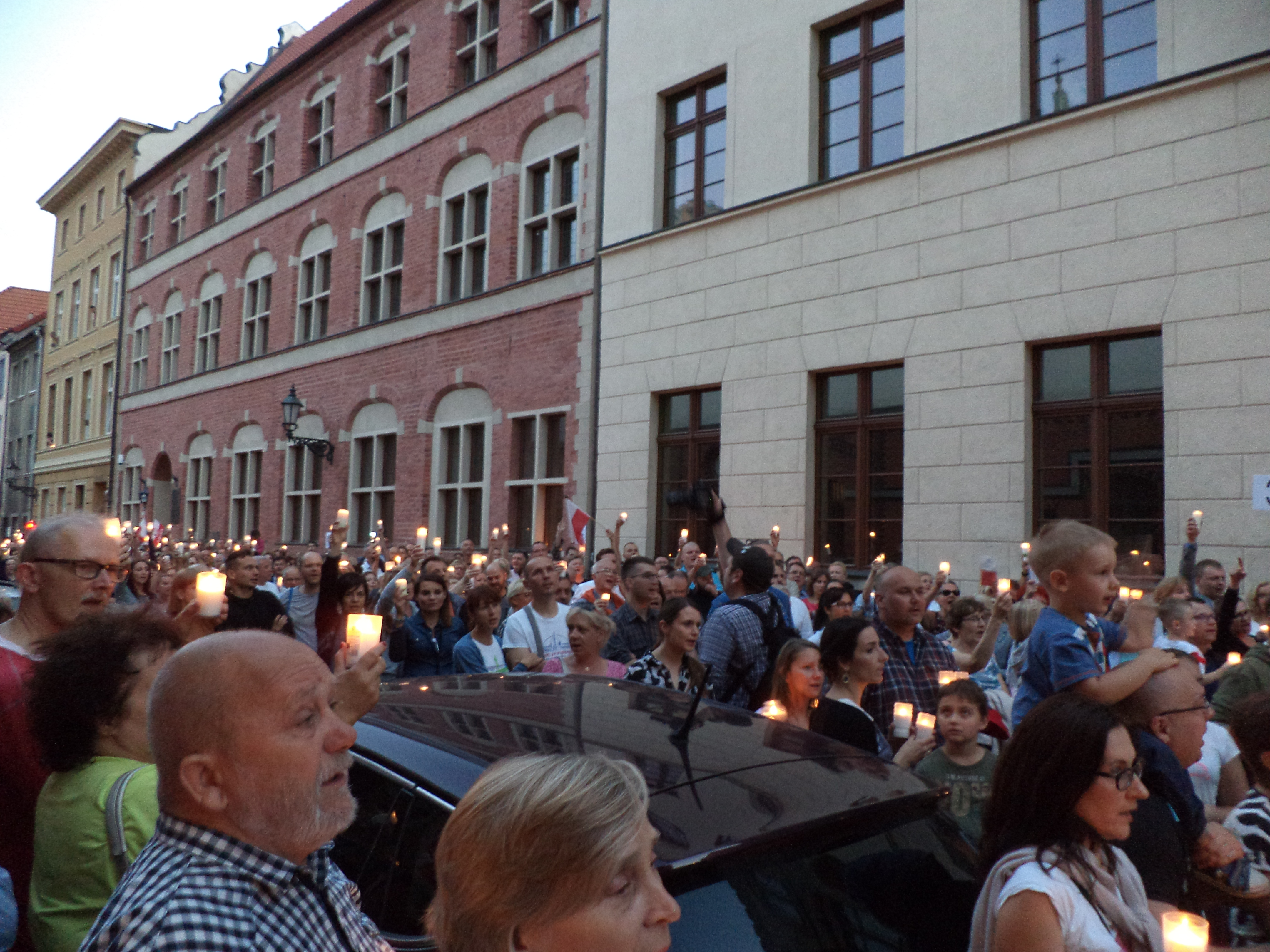
Démonstration des opposants aux trois projets de lois devant le tribunal régional de Toruń (juillet 2017)

Le 21 juillet 2017, des manifestations se sont déroulées dans 140 villes de Pologne.
En tout jusqu'au 24 juillet, des manifestations se sont organisées dans 250 villes .
Le 27 juillet 2017, lors d'un rassemblement à Varsovie, le premier président de la Cour Suprême Małgorzata Gersdorf a parlé aux personnes rassemblées ce soir là devant le bâtiment dudit tribunal.

## Manifestations à l'étranger
Le 21 juillet 2017 des jeunes ont protesté à Bruxelles devant la résidence de la délégation permanente de la Pologne auprès de l'Union européenne .
Des manifestations ont eu lieu le 22 juillet devant des missions diplomatiques polonaises à Berlin, Berne, Copenhague et Londres.

## Le veto du président
Le 24 juillet 2017, le président Andrzej Duda a déclaré qu'il ne signera qu'une seule des trois lois . Il mit son veto sur celles concernant la Cour Suprême et le Conseil supérieur de la magistrature. Il affirma ensuite qu'il voulait, avec l'aide de ses collaborateurs et spécialistes, élaborer et faire voter au Parlement une version alternative de ces lois, et ce dans un délai de deux mois. Le veto présidentiel fut accueilli favorablement par l'opposition, malgré la signature de la loi sur l'ordre judiciaire . D'après le président, la conseillère sociale de Andrzej Duda , Zofia Romaszewska,, a eu un rôle décisif dans sa décision de mettre son veto sur les deux lois.